# Ковальчук, Василий Владимирович
Василий Владимирович Ковальчук (род. 18 апреля 1973 года в Черкассах) — украинский спортсмен, специализирующийся на пулевой стрельбе, Мастер спорта Украины международного класса (2010). Победитель и призёр Кубков мира, многократный чемпион Украины, паралимпийский чемпион и рекордсмен 2012 года по стрельбе из пневматической винтовки лёжа. Награждён Орденом «За заслуги» II (2016) и III (2012) степени.
Ковальчук начал заниматься стрельбой в 1993 году с посещения местных тиров. С 2008 года занимается пулевой стрельбой в черкасском областном центре «Инваспорт». В следующем году он начал свою профессиональную карьеру, поехав на чемпионат Украины, где завоевал золотую медаль. С 2010 года входит в состав сборной Украины.
Ковальчук Василий женат. Есть сын и дочь от первого брака. Вне спорта работал до 2014 года на ПАТ «Черкасский автобус».